# Jennie June (écrivain)
Pour les articles homonymes, voir Jennie June.
Jennie June, connu sous les pseudonymes de Ralph Werther et Earl Lind et dont le nom de naissance n'est pas connu, né en 1874 et de date de décès inconnue, est un écrivain et militant de l'ère victorienne et édouardienne pour les droits des personnes qui ne se conformaient pas aux normes de genre et sexuelles. Il est l'une des premières personnes transgenres à publier une autobiographie aux États-Unis,, The Autobiography of an Androgyne, en 1918. Sa seconde autobiographie, The Female-Impersonators, est publiée en 1922.
L'objectif déclaré de June à travers l'écriture est de créer ce qu'il aurait voulu pour lui-même, c'est-à-dire un environnement acceptant les jeunes adultes qui ne se conforment pas aux normes de genre ou sexuelles. Il voulait aussi empêcher les jeunes de se suicider. June participe également à la création d'une organisation pour les droits des androgynes. Bien que June ait exprimé le désir durant toute sa vie d'être une femme, June a systématiquement utilisé les pronoms il / lui en référence à lui-même dans ses propres écrits. June a écrit qu'il se sentait comme une combinaison d'homme et de femme et qu'il avait l'habitude d'alterner entre ces deux expressions de genre.

## Biographie
Jennie June naît dans une famille puritaine en 1874 dans le Connecticut. Il est assigné garçon à la naissance. Sa mère, née vers 1846, a alors vingt-huit ans et son père, né vers 1842 en a trente-deux. June est leur quatrième de onze enfants. Sa famille était blanche, de la classe moyenne et riche.

### Éducation
June devient très timide et introverti lorsque ses parents l’envoient dans une école de garçons. June obtient les meilleures notes de son école à tous les tests[réf. nécessaire].
June est diplômé avec mention d'une université du centre-ville de New York, qui pourrait être l'Université de Columbia.

June poursuit ses études supérieures. Le médecin de June informe le président de l'université que June est un inverti sexuel, en conséquence de quoi June est « expulsé de l'université parce qu'il était androgyne ». Cela lui cause une neurasthénie (dépression) et il manque de se suicider,. À la suite de son expulsion, il écrit ce plaidoyer dans son troisième livre, en majuscules :
« JE PRIE TOUS LES ADULTES, EN PARTICULIER LES RESPONSABLES D''ÉCOLES, D'ÊTRE EXTRAORDINAIREMENT CHARITABLES ET SYMPATHIQUES AVEC LES FILLES-GARÇONS ET AUTRES SEXUELLEMENT ANORMAUX DE NAISSANCE QUI PEUVENT SEMBLER AVOIR PERDU LEURS SENS. GARDEZ-VOUS DE TOUTE FAÇON QUI POURRAIT CONDUIRE LES DISGRACIÉS À SE SUICIDER, CE QUI EST UN ÉVÉNEMENT EST ASSEZ COURANT CHEZ CES "ENFANTS DE LA NATURE. »

### Carrière
Dans sa vie professionnelle, June se présente en tant qu’homme. Il a la réputation d'être innocent, surpris et mal à l'aise lorsque les hommes autour de lui parlaient de sexualité. Il est connu pour être très studieux et travailleur,.
June est assistant juridique pour Clark Bell, qui était le rédacteur en chef de la société d'édition The Medico-Legal Journal. C'est la même société qui a publié les autobiographies de June. June a probablement utilisé ce contact personnel avec Bell pour faire imprimer les livres.

## Identité et transition
Pendant les époques victorienne et édouardienne, les gens n'utilisaient pas encore de mots comme transgenre, transsexuel, gay ou non binaire. June s'est décrit avec plusieurs qualificatifs pour décrire son genre et sa variance sexuelle :
- androgyne, un mot ancien désignant une personne qui a une combinaison de qualités masculines et féminines.
- inverti, un mot contemporain issu de la psychiatrie et de la sexologie désignant toutes sortes de personnes que l'on appellerait désormais lesbiennes, gays, bisexuelles ou transgenres (LGBT)[11].
- uraniste, un nouveau mot contemporain désignant quelqu'un assigné au sexe masculin à la naissance qui est attiré par les hommes. Ce mot a été créé par les uranistes eux-mêmes qui ont défendu leurs droits. Il était souvent anglicisé en « uranian », mais June utilisait la version germanique originale « urning » pour lui-même. Karl Heinrich Ulrichs (1825-1895) a développé la théorie selon laquelle les hommes qui sont attirés par les hommes et les femmes qui sont attirés par les femmes le sont parce qu'ils appartiennent à un troisième sexe, un mélange à la fois masculin et féminin, avec la psyché ou l'essence du sexe «opposé», même si leur corps ne ressemble pas à un mélange d'homme et de femme. Dans le phénomène global qu'il appelait uranisme (dans l'original allemand, Urningtum ), les homosexuels étaient des uraniens (urnings en allemand), les lesbiennes étaient des uraniads (urningin en allemand, car -in est le suffixe féminin), alors que les hétérosexuels étaient des Dionings, donc les hommes bisexuels étaient des uranodionings, eux-mêmes tous distincts de zwitter (intersexe). Ulrichs a basé ce système de nommage sur «le symposium de Platon, où deux types d'amour différents [... sont] gouvernés par deux déesses différentes de l'amour - Aphrodite, fille d'Uranus, et Aphrodite, fille de Zeus et Dioné . La deuxième Aphrodite gouverne ceux qui aiment le sexe opposé."[12]. Ulrichs a fait valoir que leur condition était aussi naturelle et saine que celle de ce que nous appelons maintenant les personnes hétérosexuelles, et il a lancé le mouvement luttant pour leurs droits d'exprimer selon ses propres termes écrits en 1870  leur amour "entre adultes consentants, avec le libre consentement des deux parties» et qu'ils ne devraient pas être pathologisés ni criminalisés pour cela[13]. Bien que l'uranisme ait été généralement abordé en termes d'orientation, Ulrichs a spécifiquement décrit diverses catégories d'uranisme en termes de non-conformité de genre et de variance de genre. Par exemple, en ce qui concerne les homosexuels féminins ou les «queens»  (qu'il appelait Weiblings), Ulrichs écrivait en 1879 : « Le Weibling est un mélange total d'hommes et de femmes, dans lequel l'élément féminin est même prédominant, un être parfaitement organisé de manière hermaphrodite. Malgré ses organes sexuels masculins, il est plus femme qu'homme. C'est une femme avec des organes sexuels masculins. C'est un sexe neutre. Il est neutre. Il est l' hermaphrodite des anciens»[14]. June se compare à cette ancienne divinité Hermaphrodite dans sa propre photographie d'autoportrait.
- bisexuel, dans le sens plus démodé d'être à la fois homme et femme, puisque June a déclaré qu'il n'avait jamais été attiré par les femmes.
- « imitateur féminin instinctif » (ce qui signifie que c'était dans sa nature de vouloir vivre en tant que femme.
- « fee » (fairy, qu'il orthographie fairie) , un mot largement utilisé dans les subcultures contemporaines pour désigner les personnes qui se sont vu attribuer un sexe masculin à la naissance et qui ont eu des relations sexuelles réceptives avec des hommes[15].

Beaucoup de ces qualificatifs ne font pas de distinction entre l'identité de genre et l'orientation sexuelle. Il existe alors une idée populaire selon laquelle si un homme était attiré par les hommes, ce devait être parce qu'il était en partie une femme.
De ses trois à sept ans, June souhaite porter des jupes et demande à ses camarades de jeu de l'appeler Jennie. À cette époque, ce n'est qu'une fois plus âgés que les garçons portent des « en hauts-de-chausses», c'est-à-dire une tenue masculine, avec un pantalon. À ses sept ans, ses parents lui mettent un pantalon. Il raconte qu'il a eu le cœur brisé au point de vouloir mourir. Il emprunte alors occasionnellement les vêtements d'une sœur. Il prie souvent pour être transformé en fille et croit parfois presque que ses prières sont exaucées. Il commence à avoir une croissance mammaire au milieu de son adolescence, peut-être une gynécomastie ; il est cependant déçu que ses organes génitaux ne se modifient pas. À quatorze ans, il commence à prier une à deux heures par jour pour ne plus ni désirer les hommes, et être une fille.
À dix-huit ans, June devient tellement déprimé d'être un « inverti » qu'il sollicite une aide médicale pour se sentir comme un « homme normal ». Les deux professeurs de médecine de New York qu'il consulte, le vénéréologue Dr Prince A. Morrow, (1846- 1913) puis l'aliéniste Dr Robert S. Newton,,, qui conçoivent l'inversion comme un défaut, et ont tenté pendant des mois de le guérir par tous les moyens connus. Les traitements de June comprennent des médicaments, de l'hypnose, des aphrodisiaques dans l'espoir de rendre June attiré par les femmes, et il subit aussi de l'électrothérapie. Ces traitements n'ont aucun effet : June reste inverti, déprimé, avec des séquelles à la suite de la prise des médicaments.
Le troisième médecin de June est un aliéniste qui lui enseigne qu'être androgyne est naturel dans son cas et non une dépravation. Cela convainc June que Dieu l'avait prédestiné à être un inverti.
À l'âge de 28 ans, June subit une orchidectomie (ablation des testicules). June s'attend à ce que cela améliore sa santé, réduise ses désirs sexuels envahissants, et élimine certaines caractéristiques masculines qu'il n'aimait pas, comme les poils du visage. À cette époque, la croyance médicale erronée mais répandue selon laquelle les émissions nocturnes nuiraient à la santé et à l'intelligence d'une personne avait cours, et June redoute cette possibilité. La castration était l'un des traitements couramment recommandés pour guérir les hommes de l'inversion.

## Militantisme
Jeune adulte, June trouve refuge dans des endroits tels que le bar gay Paresis Hall (en) à New York pour exprimer son identité féminine. Paresis Hall, ou Columbia Hall, est alors l'un des nombreux établissements considérés comme le centre de la vie nocturne homosexuelle où les prostitués masculins sollicitaient des hommes en endossant l'identité d'un personnage efféminé. Des endroits comme Paresis Hall offrent un lieu où des personnes comme June peuvent se rassembler et se sentir plus libres de s'exprimer et de socialiser entre elles à une époque où le travestissement est socialement inacceptable et illégal.
June est l'un des membres du Cercle Hermaphroditos en 1895, dirigé par Roland Reeves, avec d'autres androgynes qui fréquentent Paresis Hall. Le but de l'organisation est « de s'unir pour la défense contre la persécution amère du monde » et de montrer qu'être un inverti était naturel. Le Cercle est mentionné par l'historienne transgenre Susan Stryker comme « la première organisation informelle connue aux États-Unis à se préoccuper de ce que nous pourrions maintenant appeler les questions de justice sociale transgenre »,. Il y a peu de traces de l'existence du Cercle hormis sa description dans l'autobiographie de June. Pour cette raison, certains historiens se demandent si le Cercle a réellement existé.

## Autobiographies
June publie sa première autobiographie, The Autobiography of an Androgyne en 1918, et sa seconde, The Female-Impersonators en 1922. Cela fait de June l'un des premiers cas où une personne transgenre ou non conforme au genre de l'histoire américaine rend publique sa propre histoire. Dans la préface du livre de son livre, June explique qu'il a tenu des journaux intimes et que son autobiographie en a est tirée.
June organise le livre en chapitres dans lesquels il discute d'incidents de sa vie ainsi que de ses opinions sur certaines questions sociales. L'objectif déclaré de June en écrivant le livret est d'obtenir le soutien pour créer un environnement acceptant les jeunes adultes qui n'adhèrent pas aux normes de genre et sexuelles, également en vue de prévenir les suicides. June discute de ses désirs, avec lesquels il lutte parce qu'anormaux pour l'époque.
Les mémoires décrivent en détail de nombreux récits personnels ainsi que les rencontres et désirs sexuels de June, y compris l'histoire de sa castration, mais contiennent également des appels à la compréhension et à l'acceptation des « fées ». The Autobiography of an Androgyne décrit également comment June estime vivre double vie, dans le sens où il est un érudit instruit de la classe moyenne, tout en ayant également un désir intense d'accomplir des actes sexuels qui le bouleversent.

### The Riddle of the Underworld
En 2010, Randall Sell, professeur à l'Université Drexel, est intrigué par les deux premiers volumes de la trilogie. Le Dr Sell effectue une recherche de près de vingt ans pour trouver le troisième volume perdu depuis longtemps de l'autobiographie de June. Il demande à tous les spécialistes de l'histoire de l'homosexualité, mais aucun ne peut lui indiquer où trouver ce livre. On pensait qu'il n'avait peut-être jamais été terminé, ou qu'il avait peut-être été détruit. Le Dr Sell a finalement découvert le manuscrit partiel dans les archives de la National Library of Medicine.
Intitulé The Riddle of the Underworld (en français : L'énigme des Enfers), et écrit en 1921, ce troisième tome se concentre sur les communautés d'invertis du monde entier. Il décrit une rencontre au cours de laquelle June est battu par des hommes qu'il avait tenté de séduire. June défend une fois de plus les non-conformistes de genre et de sexualité, insistant sur le fait qu'ils sont simplement nés d'une nature différente, mais néanmoins naturelle. Ces volumes récemment découverts offrent l'occasion d'examiner davantage les rencontres profondément personnelles et les problèmes contemporains de June.

## Décès
Ni la date du décès ni les circonstances de sa mort ne sont connues. Le fait que son nom de naissance soit inconnu rend plus difficile la recherche à son sujet. Les autres détails connus sur sa famille, son éducation et ses associations pourraient fournir des pistes. June a laissé des instructions pour la création d'une plaque commémorative, indiquant vouloir que la plaque soit placée sur la façade de Grand Street d'un nouveau bâtiment de police, près du lieu cité au début de son autobiographe, où il indique avoir pris le nom de Jennie June. Le bâtiment de police est un choix intrigant, car la police harcelait et terrorisait June et ses amis, lui faisant faire de fréquents cauchemars

## Photos
Jennie June publie des photographies de lui-même dans ses livres. Ces photos obscurcissent  le visage de June, comme pour obtenir une protection supplémentaire par utilisation de l'anonymat, même en exposant son corps, car il y avait des lois à New York contre le travestissement. Certaines de ces photographies traitent leurs sujets comme des spécimens médicaux, car une pseudoscience victorienne populaire appelée physionomie établissait que la personnalité pouvait être analysée selon la forme du corps. June l'utilise comme argument pour soutenir sa vision laquelle il était dans sa nature d'être un inverti. La statue que June imite sur l'une de ces photos est l'Hermaphrodite endormi, un original en bronze perdu par le grec Polyclès (en) (travaillant vers 155 av. J.-C.). Le Borghese Hermaphroditus est généralement considéré comme la principale copie romaine antique de cet original perdu et se trouve au Louvre. Celui des Offices mentionné par June est une autre ancienne copie romaine.

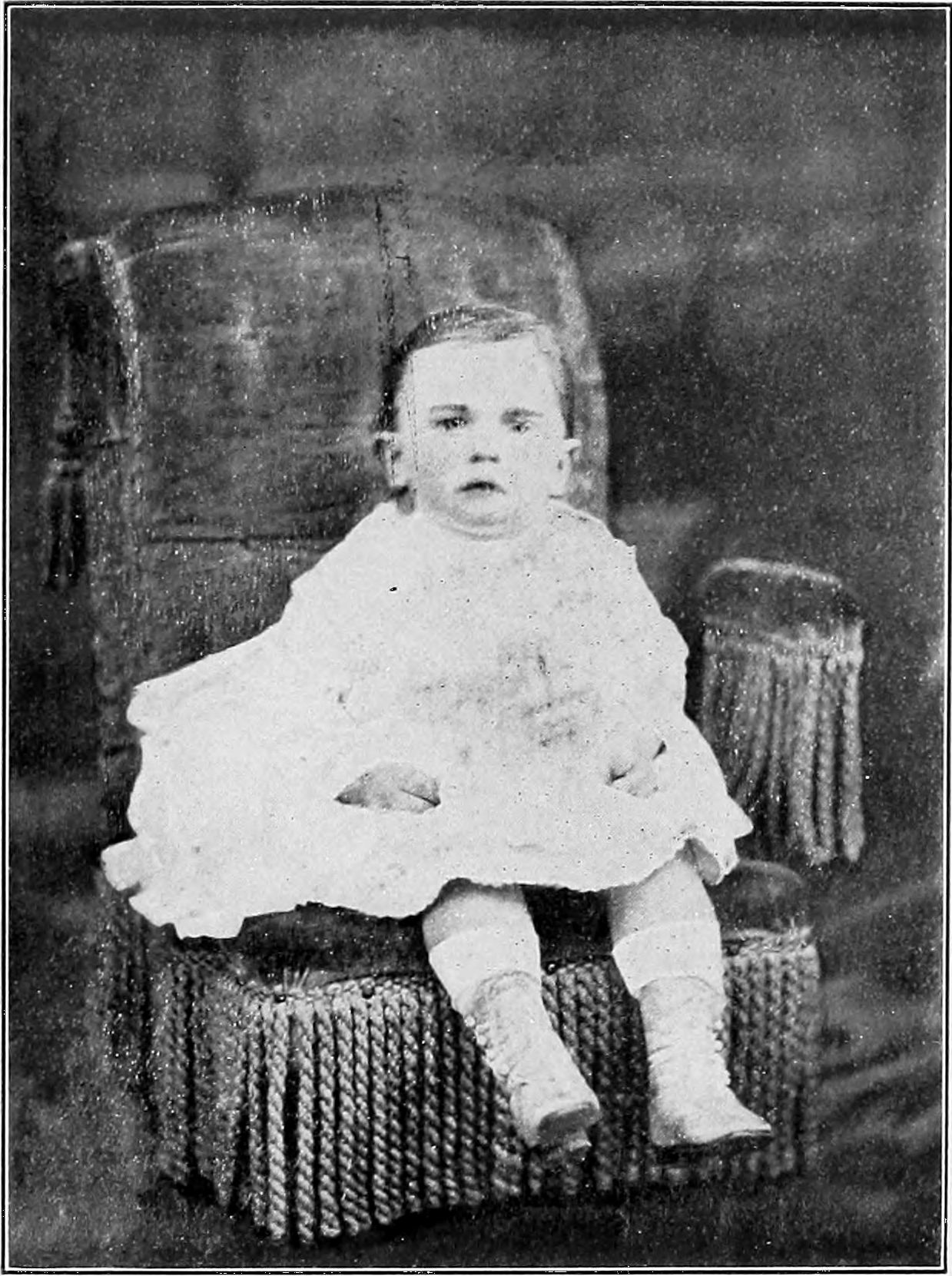
"L'auteur prêt à se lancer dans le voyage de la vie"
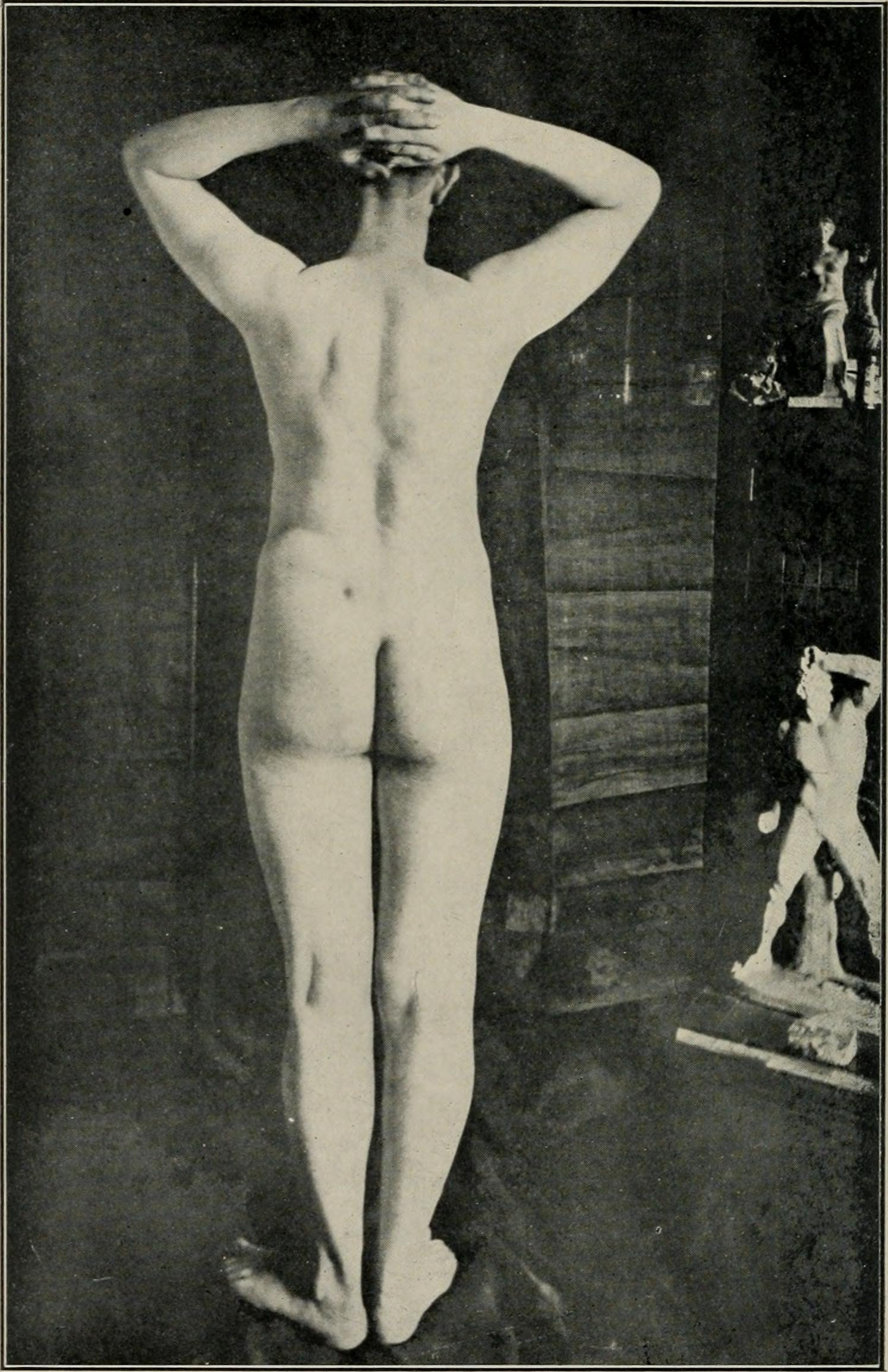
"Vue arrière de l'auteur à trente-trois ans"
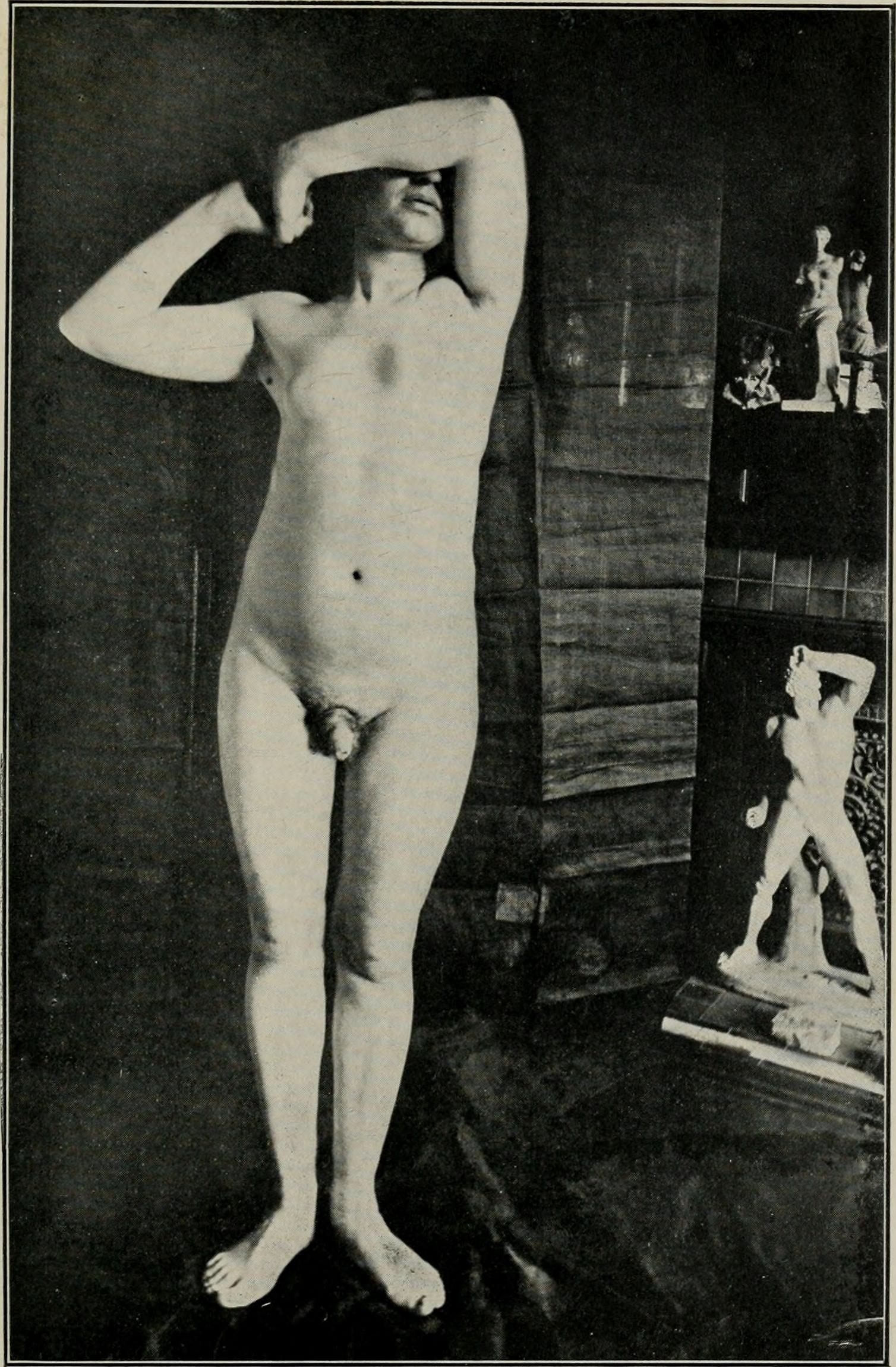
"Vue de face de l'auteur à trente-trois ans"
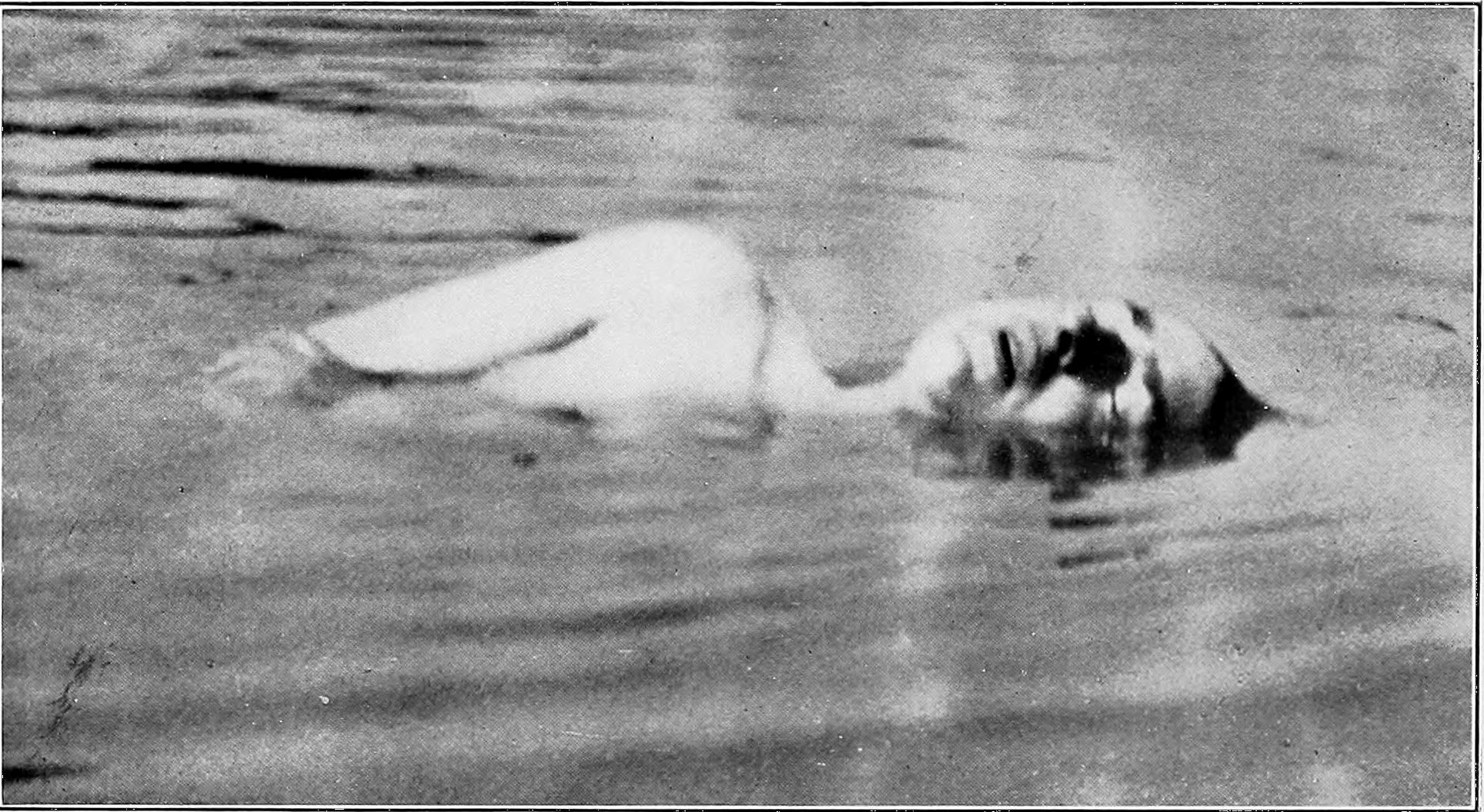
"L'auteur à trente-quatre ans"
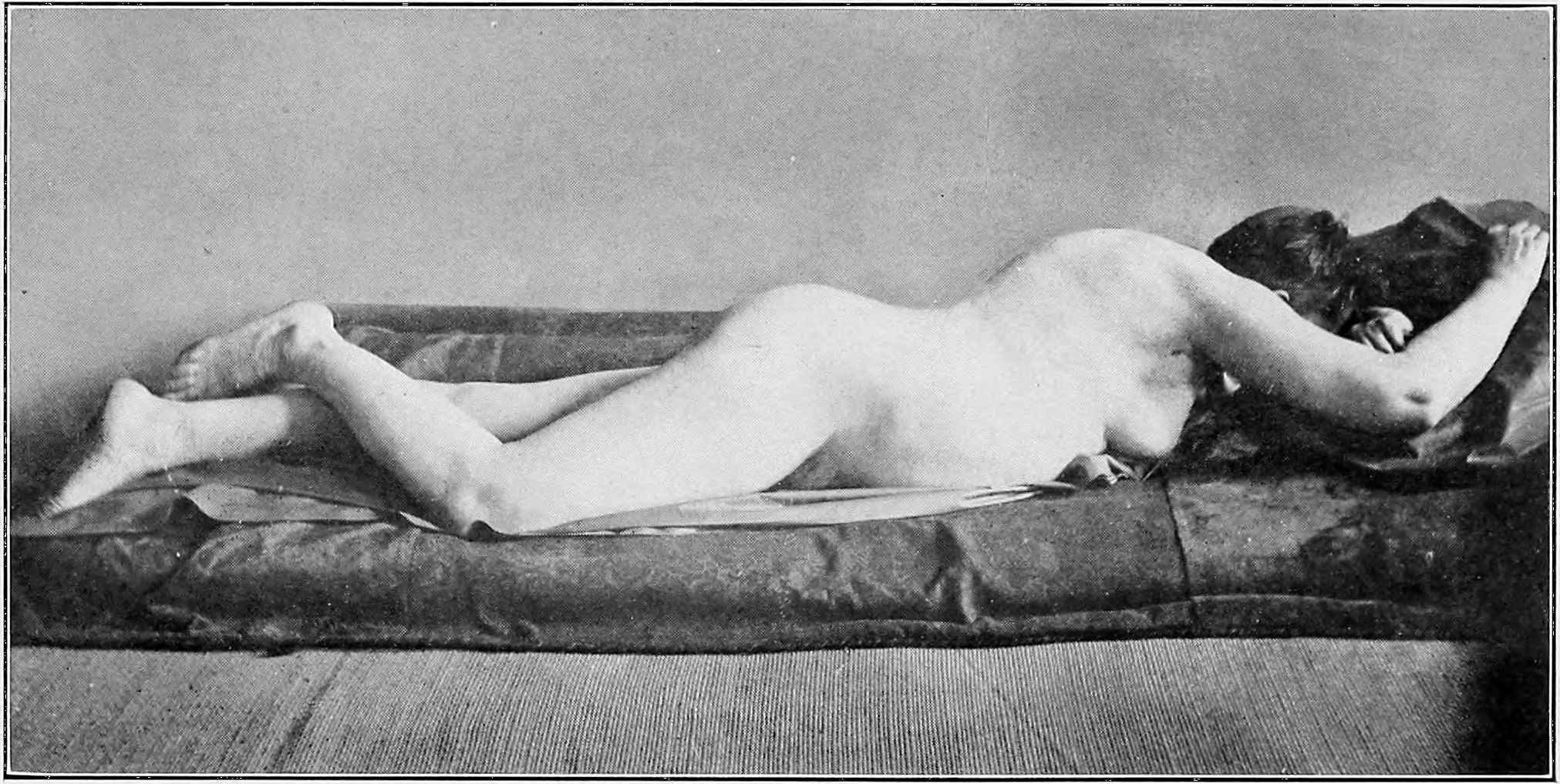
"L'auteur - une réplique vivante moderne de la statue grecque antique, 'Hermaphroditos' (photo du Dr AW Herzog)"
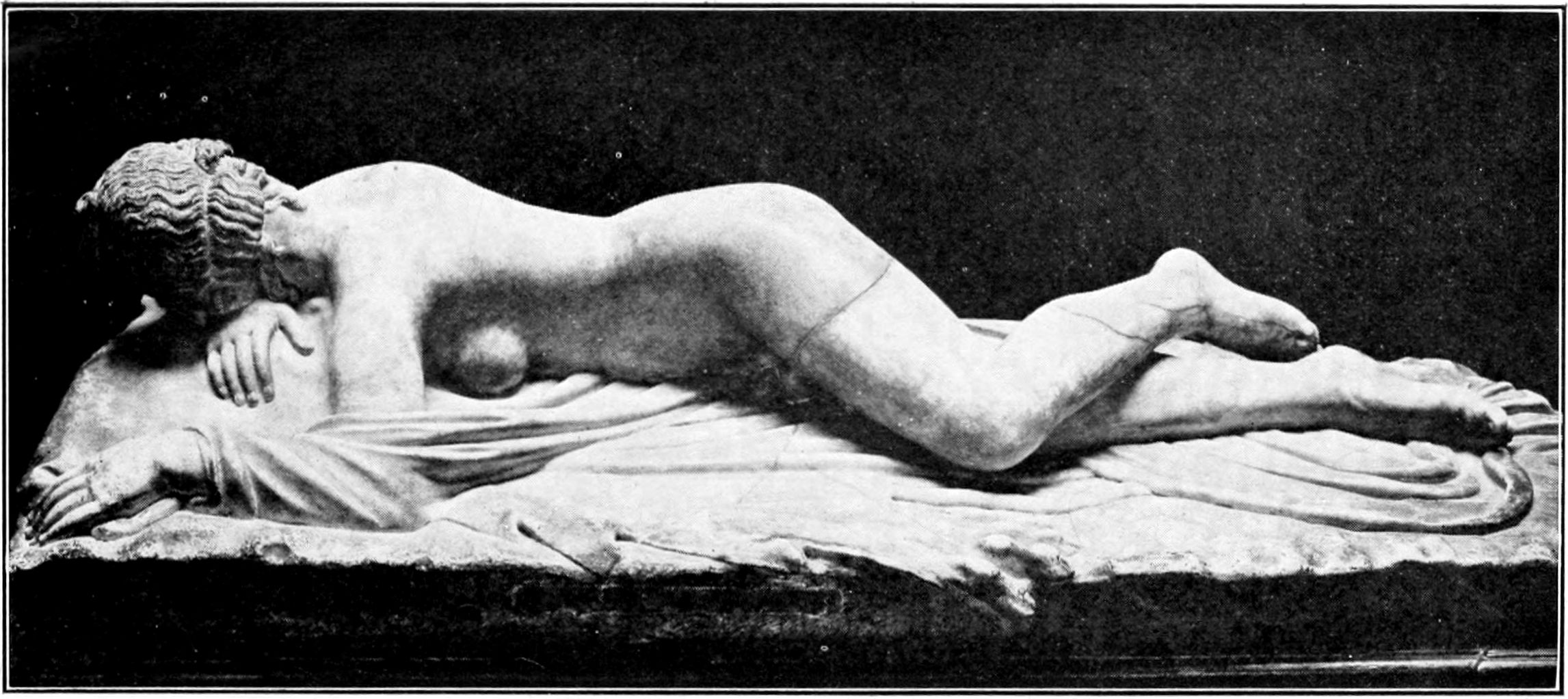
June a inclus cette photo de la statue qu'il imitait, la sous-titrant "Statue grecque antique d'un androgyne, appelée" Hermaphroditos ", maintenant à la Galerie des Offices, Florence, Italie"
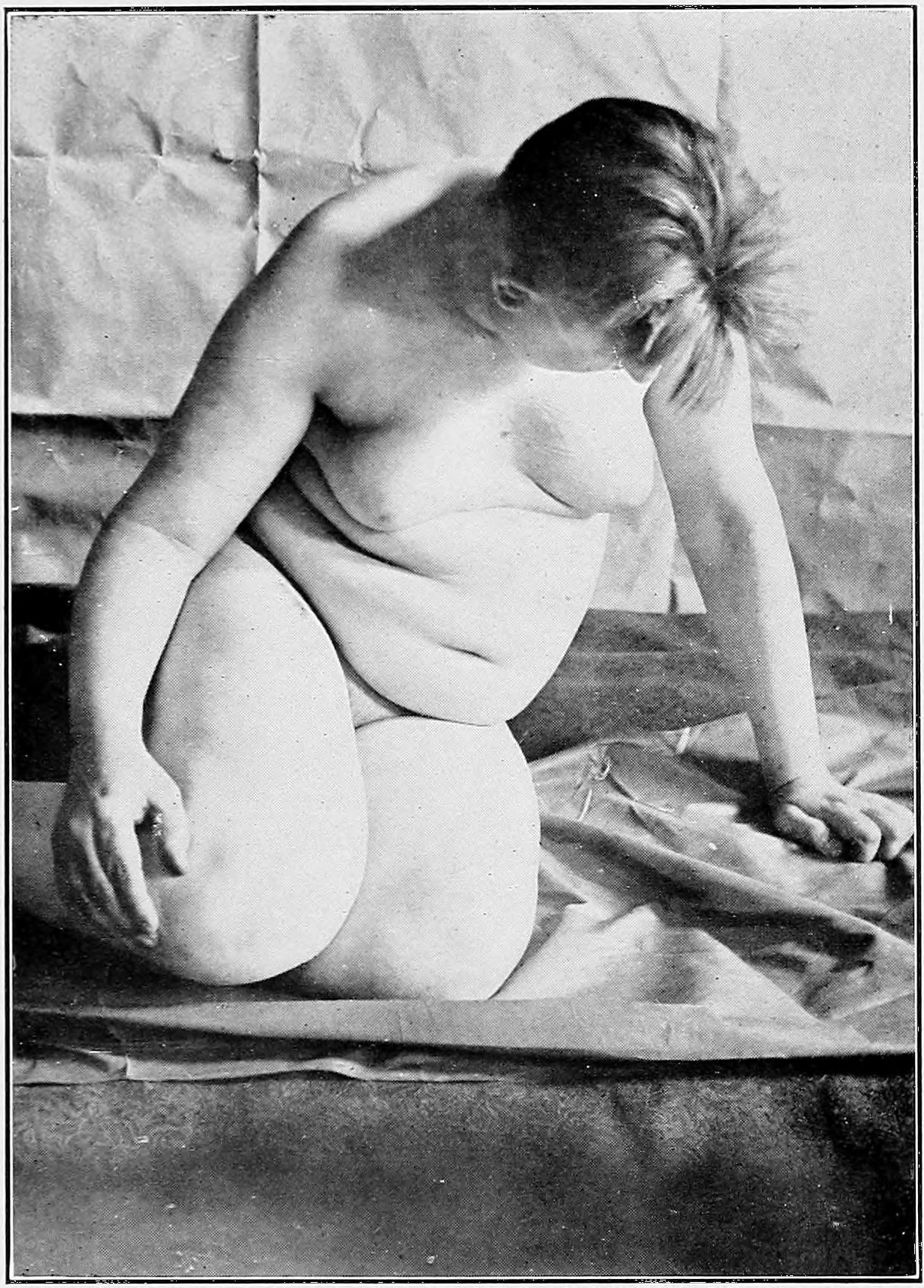
"L'auteur à quarante-quatre ans"

## Publications
- Autobiography of an Androgyne, publiée en 1918
- The Female-impersonators, publié en 1922
- The Riddle of the Underworld, écrit en 1921, inédit. Seuls trois chapitres du manuscrit ont été conservés.